# 명탐정 피트
《명탐정 피트》는 EBS와 플레이큐리오(전 빅스타글로벌)이 만든 대한민국의 애니메이션이다.

## 방영 일시
| 방송 채널 | 방송일                             | 방송 시간                            |
| --------- | ---------------------------------- | ------------------------------------ |
| EBS 1TV   | 2014년 9월 5일 ~ 2015년 2월 27일   | 종료                                 |
| EBS 1TV   | 2015년 9월 4일 ~ 2016년 2월 26일   | 종료                                 |
| EBS 1TV   | 2022년 10월 25일 ~ 2023년 4월 20일 | 매주 화요일 아침 8시 35분 ~ 8시 45분 |
| EBS 1TV   | 2022년 10월 25일 ~ 2023년 4월 20일 | 매주 화요일 오후 4시 25분 ~ 4시 40분 |
| EBS 1TV   | 2023년 11월 24일 ~ 2024년 5월 17일 | 매주 금요일 아침 7시 45분 ~ 8시      |

## 등장인물
- 피트(개)
- 바바(악어)
- 몰리(양)
- 코코(고양이)
- 돌프(늑대)
- 키키(원숭이)
- 래비(토끼)
- 쉐리(고양이)
- 재재(펭귄)
- 켄캔

## 방영 목록

### 시즌 1
1화 누구의 알일까? (2014년 9월 5일) 
2화 누가 함정을 팠을까? (2014년 9월 12일) 
3화 누가 모았을까? (2014년 9월 19일)
4화 누가 공격했을까? (2014년 9월 26일)
5화 한밤중에 누가 싸웠을까? (2014년 10월 3일)
6화 어떻게 돌이 움직일까? (2014년 10월 10일)
7화 무슨 자국일까? (2014년 10월 17일)
8화 누구의 깃털일까? (2014년 10월 24일)
9화 죽은 왕바구미가 어디로 사라졌을까? (2014년 10월 31일)
10화 왜 물고기가 물 밖에 있을까? (2014년 11월 7일)
11화 누가 꽂아놓았을까? (2014년 11월 14일)
12화 무슨 열매일까? (2014년 11월 21일)
13화 누가 연어 알을 노릴까? (2014년 11월 28일)
14화 투명괴물의 정체는 무엇일까? (2014년 12월 5일)
15화 누가 모래구슬을 만들었을까? (2014년 12월 12일)
16화 누구의 똥일까? (2014년 12월 19일)
17화 누구의 눈일까? (2014년 12월 26일)
18화 사마귀는 왜 죽었을까? (2015년 1월 2일)
19화 반짝반짝 빛나는 것은 무엇일까? (2015년 1월 9일)
20화 누구의 껍질일까? (2015년 1월 16일)
21화 무슨 씨앗일까? (2015년 1월 23일)
22화 어떻게 밤송이가 사라졌을까? (2015년 1월 30일)
23화 누가 도토리를 떨어트렸을까? (2015년 2월 6일)
24화 곤충들은 왜 사라진 걸까? (2015년 2월 13일)
25화 누가 구멍을 뚫었을까? (2015년 2월 20일)
26화 누가 잣을 먹었을까? (2015년 2월 27일)

### 시즌 2
1화 누가 꿀을 먹었을까? (2015년 9월 4일)
2화 물속을 날아다니는 새는 누굴까? (2015년 9월 11일)
3화 누가 호랑이의 사냥을 방해했을까? (2015년 9월 18일)
4화 누가 텐트를 치웠을까? (2015년 9월 25일)
5화 사마귀는 왜 물에 빠졌을까? (2015년 10월 2일)
6화 주머니 안에 뭐가 있을까? (2015년 10월 9일)
7화 누가 하늬바람을 대나무에 꽂아놓았을까? (2015년 10월 16일)
8화 북극곰은 어디로 갔을까? (2015년 10월 23일)
9화 왕코딱지는 어디로 갔을까? (2015년 10월 30일)
10화 왜 꼬리만 남겼을까? (2015년 11월 6일)
11화 누가 사자를 공격했을까? (2015년 11월 13일)
12화 하늘을 나는 뱀이 있을까? (2015년 11월 20일)
13화 아기 타르보사우르스는 어디로 사라졌을까? 1부 (2015년 11월 27일)
14화 아기 타르보사우르스는 어디러 사라졌을까? 2부 (2015년 12월 4일)
15화 누가 죽은 곤충들을 치웠을까? (2015년 12월 11일)
16화 뿔이 달린 곤충 사냥꾼은 누구일까? (2015년 12월 18일)
17화 꽃이 어떻게 공격했을까? (2015년 12월 25일)
18화 알통다리의 정체는 뭘까? (2016년 1월 3일)
19화 누구의 얼굴일까? (2016년 1월 8일)
20화 누가 피를 빨아먹었을까? (2016년 1월 15일)
21화 누가 나뭇잎 쌈을 만들었을까? (2016년 1월 22일)
22화 물 위를 걷는 사냥꾼은 누굴까? (2016년 1월 29일)
23화 누가 명탐정 노트를 가져갔을까? (2016년 2월 5일)
24화 누가 소라껍데기를 가져갔을까? (2016년 2월 12일)
25화 누가 과자를 먹었을까? (2016년 2월 19일)
26화 누가 그물을 쳤을까? (2016년 2월 26일)

### 시즌 3
1화 캔캔의 진짜 엄마를 찾아라 (2022년 10월 25일)
2화 장수풍뎅이 로미오와 사슴벌레 줄리엣 (2022년 11월 1일)
3화 갑이 엄마 구출 대작전  (2022년 11월 8일)
4화 날아라! 하늘다람줘 (2022년 11월 15일)
5화 숨바꼭질 대장을 찾아라 (2022년 11월 22일)
6화 숲속의 예술가 바우어 새 (2022년 11월 29일)
7화 인어공주가 되고 싶어 (2022년 12월 6일)
8화 유령대소동 (2022년 12월 13일)
9화 꼬리에 꼬리를 무는 호기심 (2022년 12월 20일)
10화 리본장어의 비밀 (2022년 12월 27일)
11화 댄스 왕이 되고 싶어 (2023년 1월 3일)
12화 전설의 사냥꾼 (2023년 1월 10일)
13화 아주 특별한 크리스마스 선물 (2023년 1월 17일)
14화 아기 원앙의 첫 비행 (2023년 1월 24일)
15화 폭탄이 위험한 진짜 이유 (2023년 1월 31일)
16화 붉은 섬의 비밀 (2023년 2월 7일)
17화 바다 거북의 꿈 (2023년 2월 14일)
18화 할 수 있어 캔캔 (2023년 2월 21일)
19화 언젠가 돌아갈 거야 (2023년 2월 28일)
20화 대단한 아빠들 (2023년 3월 7일)
21화 날고 싶어 (2023년 3월 14일)
22화 내 친구 알 (2023년 3월 21일)
23화 꿀벌 실종 사건 (2023년 3월 28일)
24화 똥이 좋아 (2023년 4월 6일)
25화 예쁘지만 위험한 신호 (2023년 4월 13일)
26화 비닐 할아버지의 마지막 소원 (2023년 4월 20일)

### 시즌 4
1화 고래야? 상어야? (2023년 11월 24일)
2화 푸른 발의 비밀 (2023년 12월 1일)
3화 수달 대 해달 (2023년 12월 8일)
4화 만지지 마! (2023년 12월 15일)
5화 내 친구 백호에게 (2023년 12월 22일)
6화 유니콘 대소동 (2023년 12월 29일)
7화 으스스 동굴의 비밀 (2024년 1월 5일)
8화 초록 사냥꾼 (2024년 1월 12일)
9화 신기한 호텔 (2024년 1월 19일)
10화 네모 똥은 누구 똥 (2024년 1월 26일)
11화 흰개미 집 습격사건 (2024년 2월 2일)
12화 아기 바다거북 구출 대작전 (2024년 2월 9일)
13화 위험한 선물 (2024년 2월 16일)
14화 삼엽충이 나타났다 (2024년 2월 23일)
15화 굴착기가 싫어 (2024년 3월 1일)
16화 미스터리 뱀 사건의 비밀 (2024년 3월 8일)
17화 마지막 잎새 (2024년 3월 15일)
18화 슈가의 도전 (2024년 3월 22일)
19화 오! 나의 지니 (2024년 3월 29일)
20화 몰라 몰라 대소동 (2024년 4월 5일)
21화 가짜가 나타났다 (2024년 4월 12일)
22화 쓰러진 나무의 비밀 (2024년 4월 19일)
23화 코코넛 문어 이사 대작전 (2024년 4월 26일)
24화 함께라서 좋아 (2024년 5월 3일)
25화 사자의 마지막 부탁 (2024년 5월 10일)
26화 신비의 섬을 찾아서 (2024년 5월 17일)

## 목소리 출연
- 전태열: 피트
- 정영웅: 바바
- 정선혜: 몰리
- 박리나: 코코
- 시영준: 돌프
- 박만영: 키키
- 정미라: 래비
- 권지애
- 김아롱
- 이상준
- 류지아
- 권영지
- 한만중
- 김단
- 김예령